# Bring It On! (álbum de James Brown)
Bring It On! é o 55º álbum de estúdio do músico americano James Brown. O álbum foi lançado em 1983 pela Augusta Sound. A direção de arte é de Sherman Brooks e a fotografia é de Gina Halsey

## Faixas
| N.º | Título                           | Duração |  |
| 1.  | "Bring It On"                    | 4:04    |  |
| 2.  | "Today"                          | 5:05    |  |
| 3.  | "You Can't Keep a Good Man Down" | 4:50    |  |
| 4.  | "Tennessee Waltz"                | 3:26    |  |
| 5.  | "Night Time Is the Right Time"   | 5:40    |  |
| 6.  | "For Your Precious Love"         | 5:40    |  |